# Volucella niveipes
Volucella niveipes är en tvåvingeart som beskrevs av Hull 1943. Volucella niveipes ingår i släktet humleblomflugor, och familjen blomflugor. Inga underarter finns listade i Catalogue of Life.